# 古尔东
古尔东（法語：Gourdon，法語：[ɡuʁdɔ̃] ⓘ），法国西南部城市，奥克西塔尼大区洛特省的一个市镇，同时也是该省的一个副省会，下辖古尔东区，其市镇面积为45.6平方公里，2022年1月1日时人口数量为4,080人，是该省人口第三多的市镇，在法国城市中排名第2,701位。
古尔东位于洛特省西北部的一处山峦之间，其附近区域被称为“布里亚讷地区”，历史上是一个重要的封建家族领地，现留有大量中世纪建筑。古尔东也是一个区域性的中心城市和交通枢纽，奥尔良－蒙托邦铁路由此通过。

## 地名来源
“古尔东”一名来源于古高卢语单词，意为“山岭”，中世纪后逐渐衍变成为。

## 历史

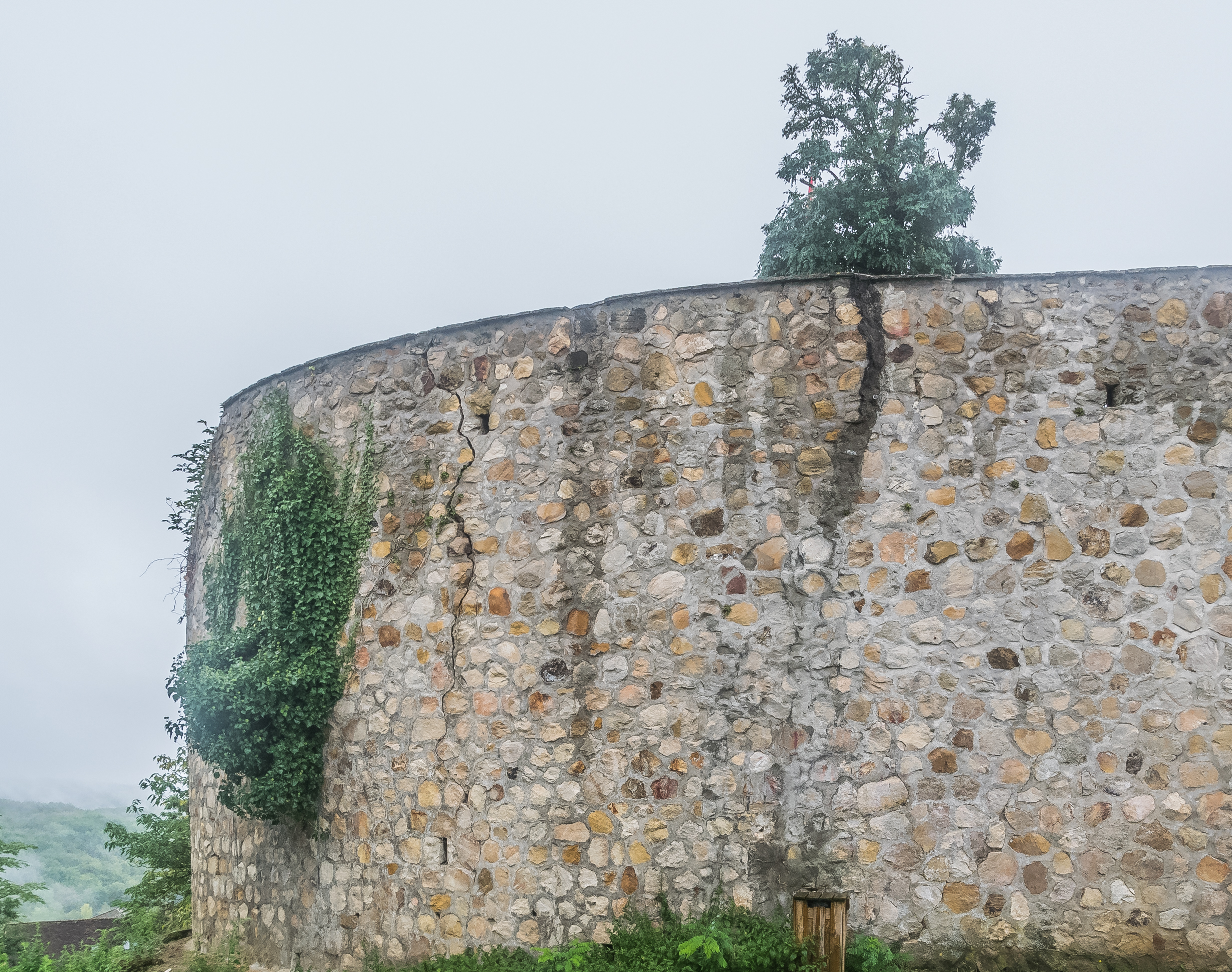
古尔东城墙遗址

古尔东历史悠久，距离古尔东市区约3公里外的库尼亚克溶洞内曾发现距今超过2.5万年的马格德林文化遗址。中世纪时，古尔东属于卡奥尔主教区，同时长期为古尔东家族的庄园所在地，根据记载，当地最初的城堡建于公元839年，其家族成员贝尔特朗（Bertrand de Gourdon）曾参与刺杀理查一世。宗教战争时期，古尔东的大部分居民皈依新教。公元16世纪后，古尔东成为一个行政区，因织布业而获得发展，人口数量超过5,000。法国大革命后，古尔东成为洛特省的一个副省会。途径古尔东的奥尔良－蒙托邦铁路于1893年全线建成，成为连接巴黎和图卢兹之间最捷径的通道。1944年6月，纳粹德军曾在古尔东对当地的抵抗运动成员进行了绞杀。1948年，古尔东获得由法国政府颁布的第二次世界大战勋章。

## 地理

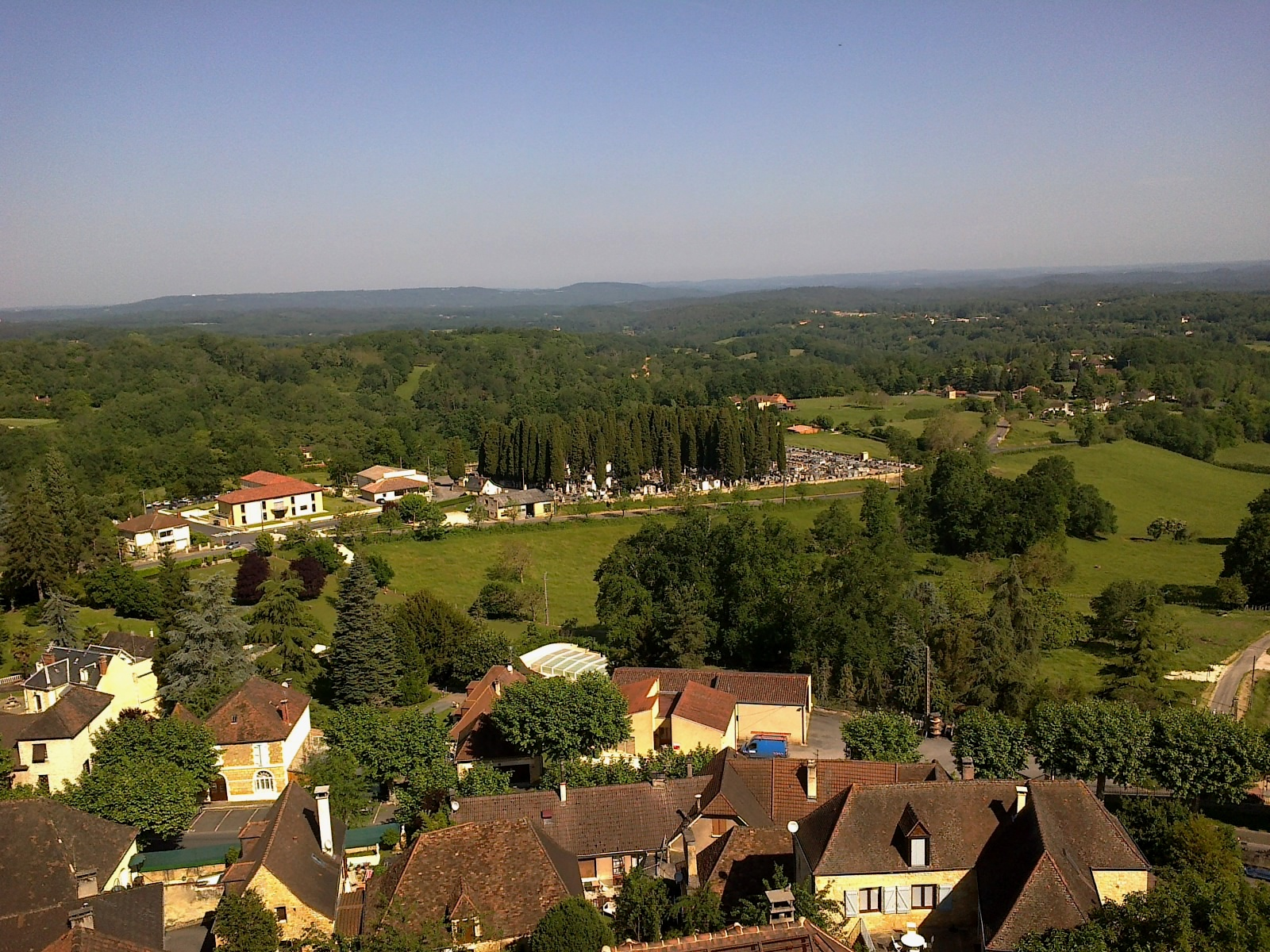
古尔东附近的自然景观

古尔东位于法国西南部，奥克西塔尼大区北部和洛特省西北部，距离省会卡奥尔大约44公里，其附近区域被称为“布里亚讷地区”。与古尔东接壤的市镇包括：昂格拉尔-诺扎克、孔科雷斯、代加尼亚克、莱奥巴尔、派里尼亚克、圣西尔克-苏亚盖、圣克莱尔、勒维冈。

### 地形
古尔东位于法国中央高原西部，境内以丘陵为主，市区位于一处河谷上方，部分区域有较为明显的起伏，全境海拔在130到323米之间。

### 水文
布莱乌河自东北向西南流经境内，属于加龙河水系。马尔西扬德河亦发源于古尔东市镇范围内。

### 植被
古尔东属于温带落叶林区，林地零散分布于市区四周。

### 气候
古尔东在柯本气候分类法中属于温带海洋性气候，因其纬度相对较低，故又有一定的亚热带特征，表现为日照时数略高于其它同气候区域。
古尔东境内设有气象站，以下为该气象站的数据：
| 古尔东1981年－2019年 | 古尔东1981年－2019年 | 古尔东1981年－2019年 | 古尔东1981年－2019年 | 古尔东1981年－2019年 | 古尔东1981年－2019年 | 古尔东1981年－2019年 | 古尔东1981年－2019年 | 古尔东1981年－2019年 | 古尔东1981年－2019年 | 古尔东1981年－2019年 | 古尔东1981年－2019年 | 古尔东1981年－2019年 | 古尔东1981年－2019年 |
| 月份                 | 1月                  | 2月                  | 3月                  | 4月                  | 5月                  | 6月                  | 7月                  | 8月                  | 9月                  | 10月                 | 11月                 | 12月                 | 全年                 |
| -------------------- | -------------------- | -------------------- | -------------------- | -------------------- | -------------------- | -------------------- | -------------------- | -------------------- | -------------------- | -------------------- | -------------------- | -------------------- | -------------------- |
| 历史最高温 °C（°F）  | 19.9 (67.8)          | 25.2 (77.4)          | 27.5 (81.5)          | 31.3 (88.3)          | 32.9 (91.2)          | 40.7 (105.3)         | 40.7 (105.3)         | 41.8 (107.2)         | 36.8 (98.2)          | 31.7 (89.1)          | 24.5 (76.1)          | 19.4 (66.9)          | 41.8 (107.2)         |
| 平均高温 °C（°F）    | 8.7 (47.7)           | 10.6 (51.1)          | 14.2 (57.6)          | 16.9 (62.4)          | 21 (70)              | 24.6 (76.3)          | 27.4 (81.3)          | 27.1 (80.8)          | 23.5 (74.3)          | 18.7 (65.7)          | 12.3 (54.1)          | 9.2 (48.6)           | 17.9 (64.2)          |
| 日均气温 °C（°F）    | 5.2 (41.4)           | 6.2 (43.2)           | 9.1 (48.4)           | 11.5 (52.7)          | 15.2 (59.4)          | 18.5 (65.3)          | 20.9 (69.6)          | 20.6 (69.1)          | 17.4 (63.3)          | 13.9 (57.0)          | 8.5 (47.3)           | 5.7 (42.3)           | 12.7 (54.9)          |
| 平均低温 °C（°F）    | 1.6 (34.9)           | 1.8 (35.2)           | 3.9 (39.0)           | 6 (43)               | 9.5 (49.1)           | 12.4 (54.3)          | 14.3 (57.7)          | 14.1 (57.4)          | 11.4 (52.5)          | 9.2 (48.6)           | 4.6 (40.3)           | 2.3 (36.1)           | 7.6 (45.7)           |
| 历史最低温 °C（°F）  | −19 (−2)             | −14.2 (6.4)          | −12.8 (9.0)          | −4.5 (23.9)          | −1.4 (29.5)          | 1.8 (35.2)           | 5.7 (42.3)           | 3.8 (38.8)           | 0.6 (33.1)           | −4.7 (23.5)          | −9 (16)              | −13.2 (8.2)          | −19 (−2)             |
| 平均降水量 mm（）    | 62.5 (2.46)          | 55.8 (2.20)          | 60.9 (2.40)          | 85.1 (3.35)          | 87.9 (3.46)          | 79 (3.1)             | 60 (2.4)             | 63.6 (2.50)          | 77.6 (3.06)          | 78.3 (3.08)          | 74.6 (2.94)          | 71.4 (2.81)          | 856.7 (33.73)        |
| 月均日照時數         | 100.5                | 120.7                | 173.9                | 178.6                | 213.7                | 244.6                | 262.1                | 247.4                | 207.8                | 146.3                | 93.2                 | 90.3                 | 2,079.1              |
| 来源：infoclimat.fr  |                      |                      |                      |                      |                      |                      |                      |                      |                      |                      |                      |                      |                      |

## 行政区划
古尔东是法国奥克西塔尼大区洛特省的一个市镇，编号为46127，它也是洛特省的一个副省会。古尔东下辖古尔东区，管理古尔东县，同时也是凯尔西-布里亚讷市镇公共社区的办公驻地。
法国国家统计与经济研究所（简称）在进行数据统计时，将古尔东单独设为古尔东城市核心区，并将包括核心区在内的周边共3个市镇划为古尔东城市区。
在统计人口分布情况时，将古尔东市镇整体划为一个“块区”（IRIS）。

## 交通

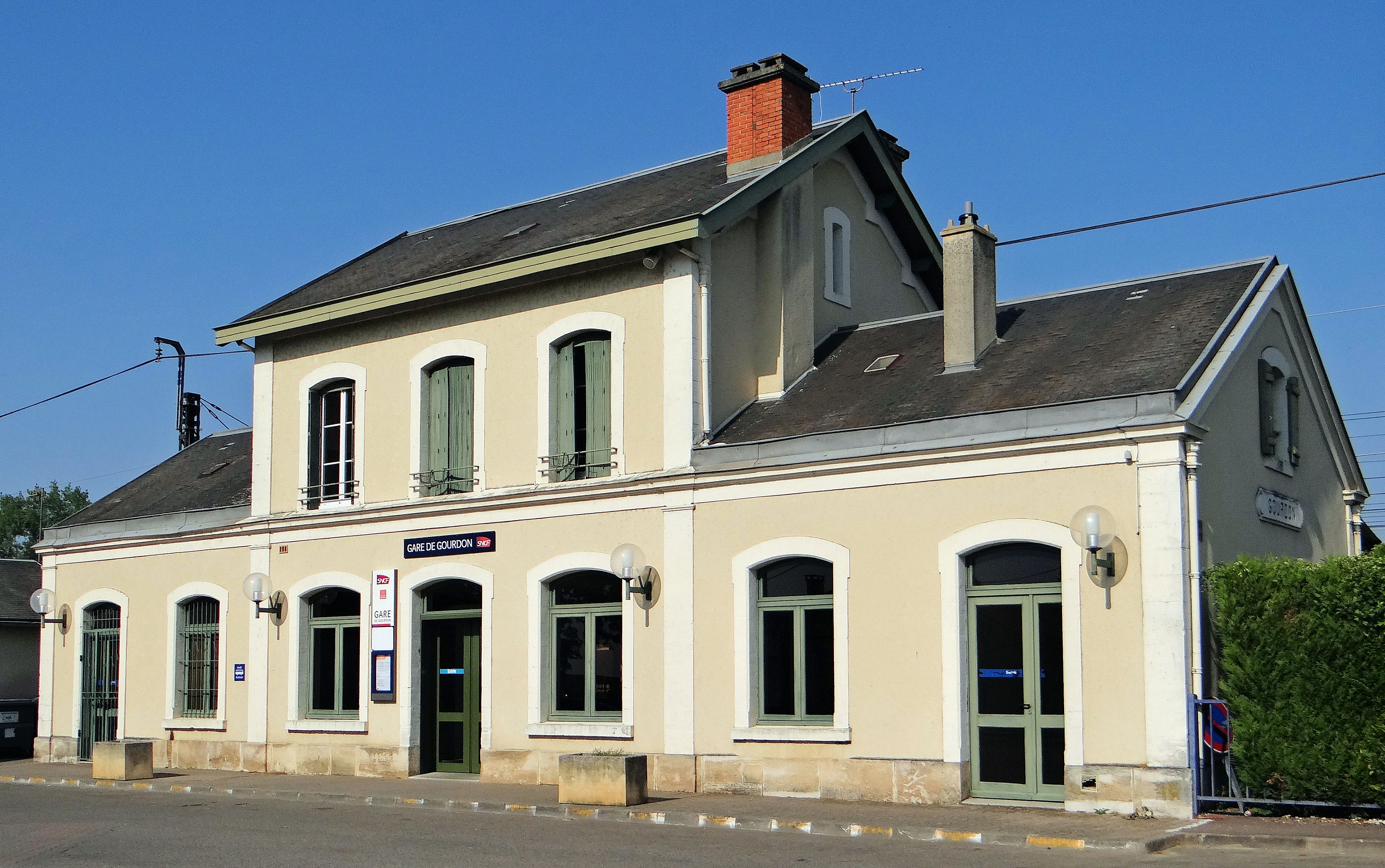
古尔东火车站主站房

### 公路
多条洛特省省道在古尔东境内交汇，洛特省城际客运提供可前往周边部分市镇的校车线路。
2016年，62%的古尔东家庭拥有至少一辆的私人汽车。同年，古尔东境内共发生各类交通事故7起，造成3人遇难，7人受伤。

### 铁路
古尔东位于奥尔良－蒙托邦铁路上，该铁路是法国重要的南北向铁路干线，古尔东站位于市区北部，该站停靠往返于巴黎和卡奥尔一线的城际列车和连接布里夫拉盖亚尔德和图卢兹的区域列车。

### 航空
距离古尔东最近的民用航空站为布里夫-苏亚克机场，距离古尔东市中心的公路里程约46公里。

### 城市公共交通
古尔东暂无城市公共交通系统。

## 政治

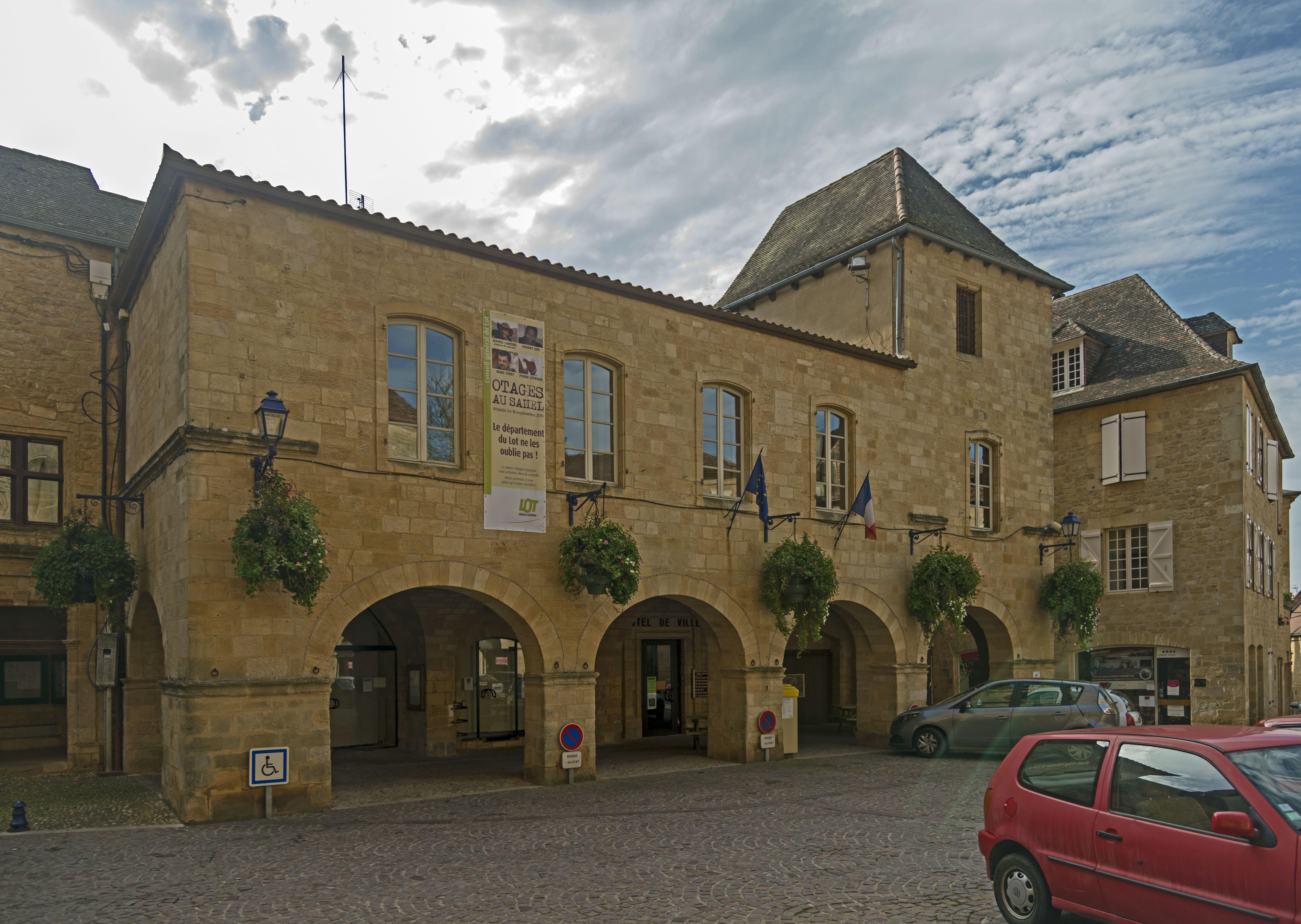
古尔东市政厅

古尔东的现任市长为玛丽-奥迪勒·德尔康女士（Marie-Odile Delcamp），她是共和国前进！的一名成员，在2020年的市政选举中获得了67.1%的支持率。
在2017年的法国总统大选中，法国第25任总统埃马纽埃尔·马克龙在古尔东获得了72.9%的支持率。
| 古尔东历届市长 |                    |                                       |
| 任期           | 市长               | 党派                                  |
| 1944年－1971年 | 马克·博德吕        | SFIO工人国际法国支部 →PS社会党        |
| 1971年－1977年 | 让-皮埃尔·达诺     | UDR共和国保卫联盟 →RPR保衛共和聯盟    |
| 1977年－1989年 | 让-吕西安·卡巴内斯 | PRG左派激進黨                         |
| 1989年－1995年 | 弗朗索瓦·雷        | PS社会党                              |
| 1995年－2008年 | 阿莱特·费克萨      | DVD右翼无党派人士 →UMP人民运动联盟    |
| 2008年－       | 玛丽-奥迪勒·德尔康 | PS社会党 →DVG左翼无党派人士 →LREM复兴 |

## 人口
2017年，古尔东市镇人口数量为4,094，在法国排名第2,701位。其中男性1,968人，女性2,234人，75岁及以上人口占17.8%，外籍人口数量为221人，人口密度为90人/平方公里，当地居民被称为（男性）或（女性）。2018年，古尔东境内出生19人，死亡人口101人。
| 年份   | 1936  | 1946  | 1954  | 1962  | 1968  | 1975  | 1982  | 1990  | 1999  | 2006  | 2007  | 2008  | 2013  | 2017  |
| ------ | ----- | ----- | ----- | ----- | ----- | ----- | ----- | ----- | ----- | ----- | ----- | ----- | ----- | ----- |
| 人口數 | 4,135 | 3,896 | 3,981 | 4,157 | 4,803 | 4,728 | 4,899 | 4,851 | 4,882 | 4,669 | 4,636 | 4,603 | 4,316 | 4,094 |

## 经济
古尔东是一个区域性的中心城市，当地共有各类用人单位897家，平均历史为19年，行政、医疗、农产品加工及社会服务是当地的主要就业岗位类型。

## 财政收入
2018年，古尔东的财政收入总额为4,348,310欧元，财政支出总额为4,177,040欧元，当年的债务总额为10,114,200欧元。
2014年，古尔东的人均收入总额为2,401欧元，其中高职人员为4,396欧元，普通职员为1,733欧元。
2016年，古尔东境内的青壮年（15至64岁）失业率为15.1%，当地35.4%的家庭拥有纳税资格。

## 社会事务

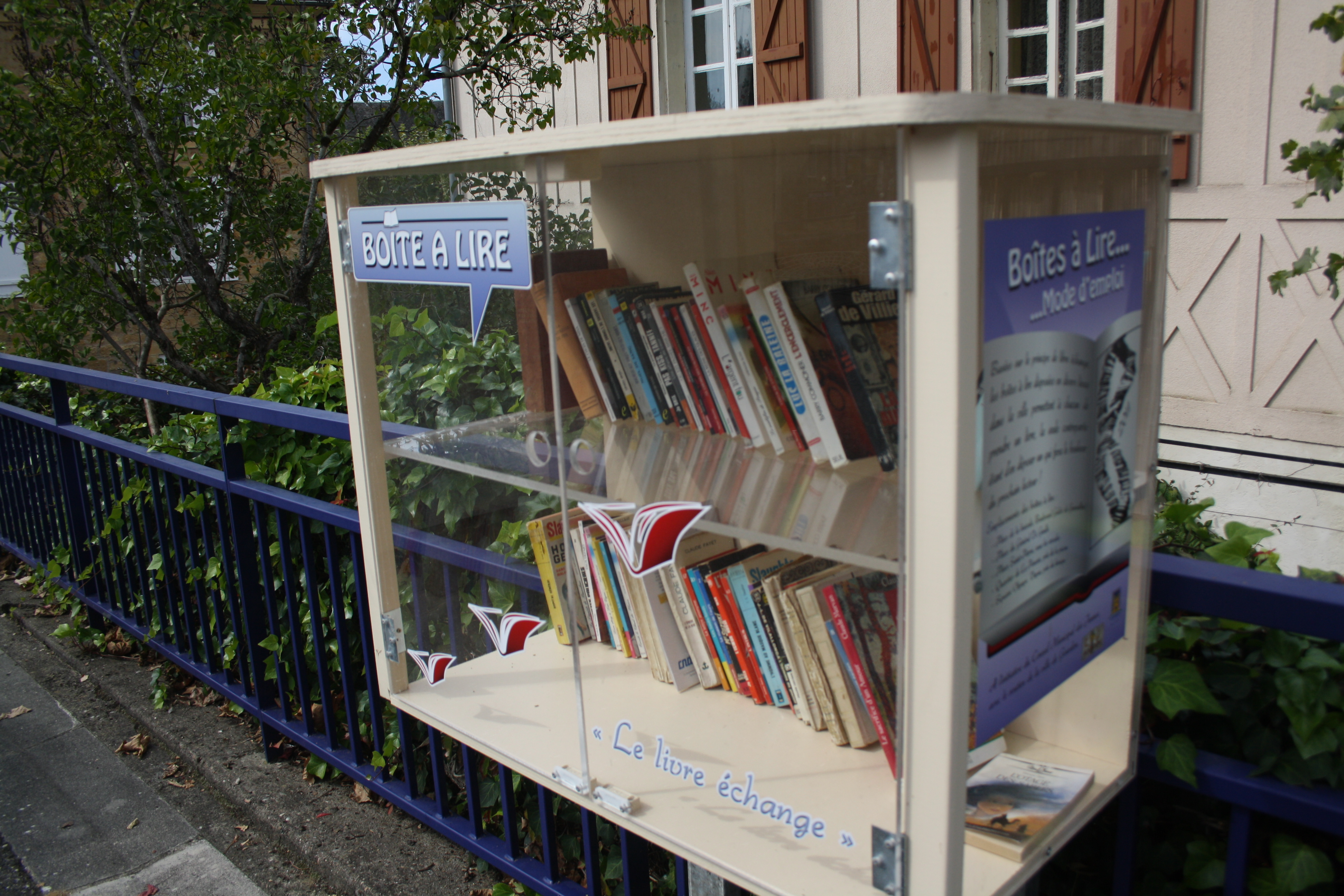
古尔东街头的图书交换箱

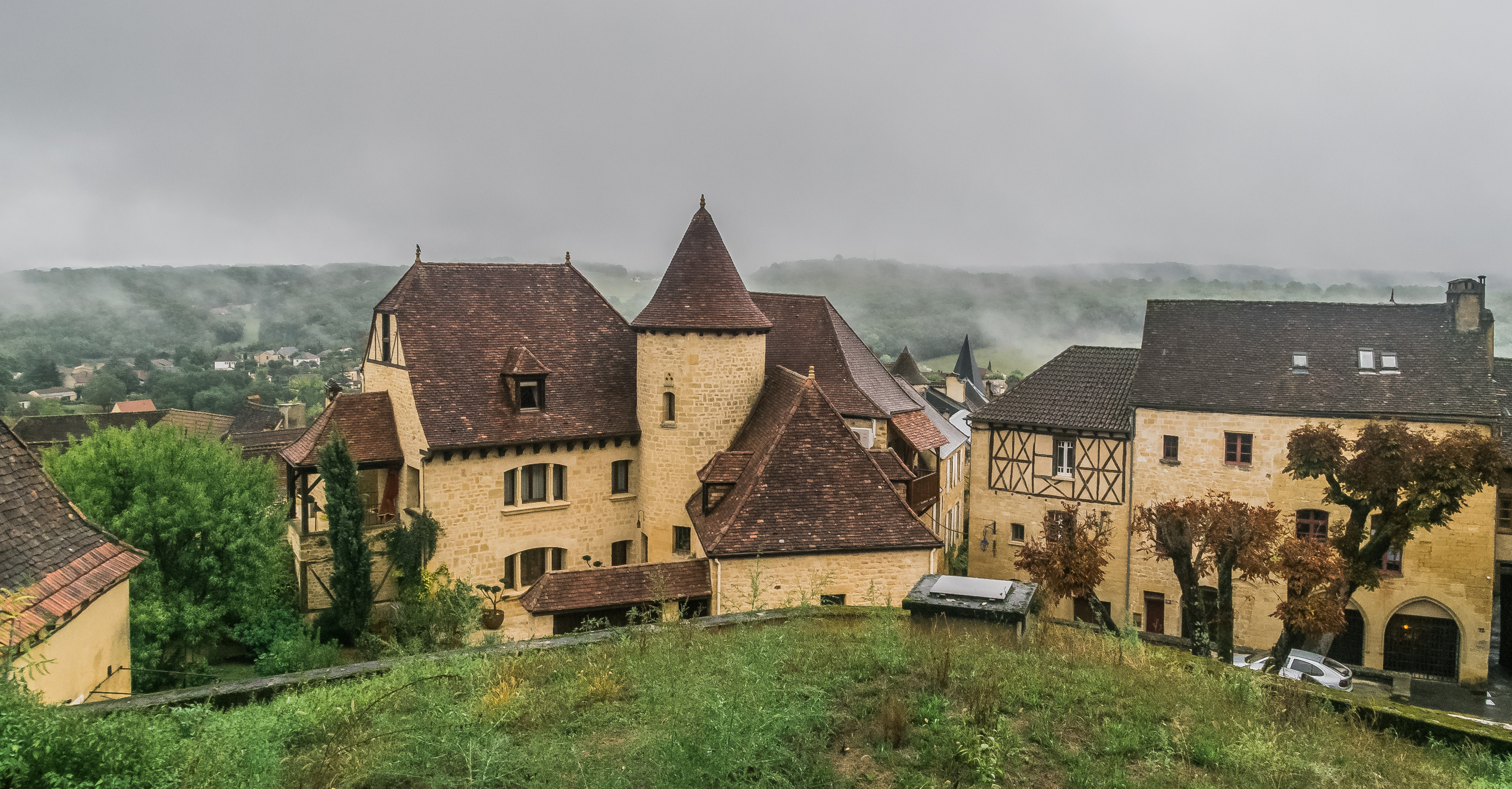
古尔东市区的传统建筑

### 教育
古尔东属于图卢兹学区。截止2018年1月1日，古尔东境内共有1所幼儿园、2所小学、1所初级中学和1所普通高中。2018至2019学年度，古尔东境内共有在校中小学生885名。

### 医疗
截止2018年1月1日，古尔东境内共有全科医生8名、保健师6名、牙医3名、护士14名、耳科医生0名、眼科医生0名、皮肤科医生1名、助产士0名、儿科医生0名和妇科医生0名。境内共有药房3家、养老院2家、残疾人帮扶中心2家。
古尔东中心医院，全名为“古尔东让·库隆中心医院”（Centre Hospitalier Jean Coulon de Gourdon），是法国的一个区域性医疗机构，其主病区位于位于古尔东市区，设有床位319个，是当地规模最大的公立综合性医院。

### 住房
2016年，古尔东境内共有各类住房2,956套，其中72.8%为常住房屋。集中式居民区少量分布在市区南部。

### 商业
2017年，古尔东境内共有各类商铺390家，其中餐饮服务类182家。市区南部的拉佩吕格街区（La Peyrugue）建有开放式商业街区。

### 体育
2018年，古尔东境内共有3家游泳池、2间健身房、1座综合体育场、6处网球场、1处马术场、3处足球或橄榄球场以及1处篮球或排球场。
布里亚讷足球俱乐部（Bourianne Football Club）是当地的一支足球队，2020至2021赛季参加奥克西塔尼大区足球联赛。

### 环境
古尔东的环境事务由其所属的公共社区负责。2017年，古尔东境内暂无污染企业。

### 治安
2014年，古尔东及附近地区共发生各类案件1,484起，其中盗窃类案件941起，经济类案件200起，毒品交易类案件56起。

## 文化
2018年，古尔东境内共有1个电影院（阿塔兰忒电影院（Cinéma Atalante））。古尔东市政府提供多媒体中心，向公众全年开放。

### 建筑
古尔东境内有多处法国国家文物保护单位，其中古尔东圣皮埃尔教堂、古尔东马茹圣母小教堂、科斯泰拉斯特城堡等为当地的代表性建筑物。

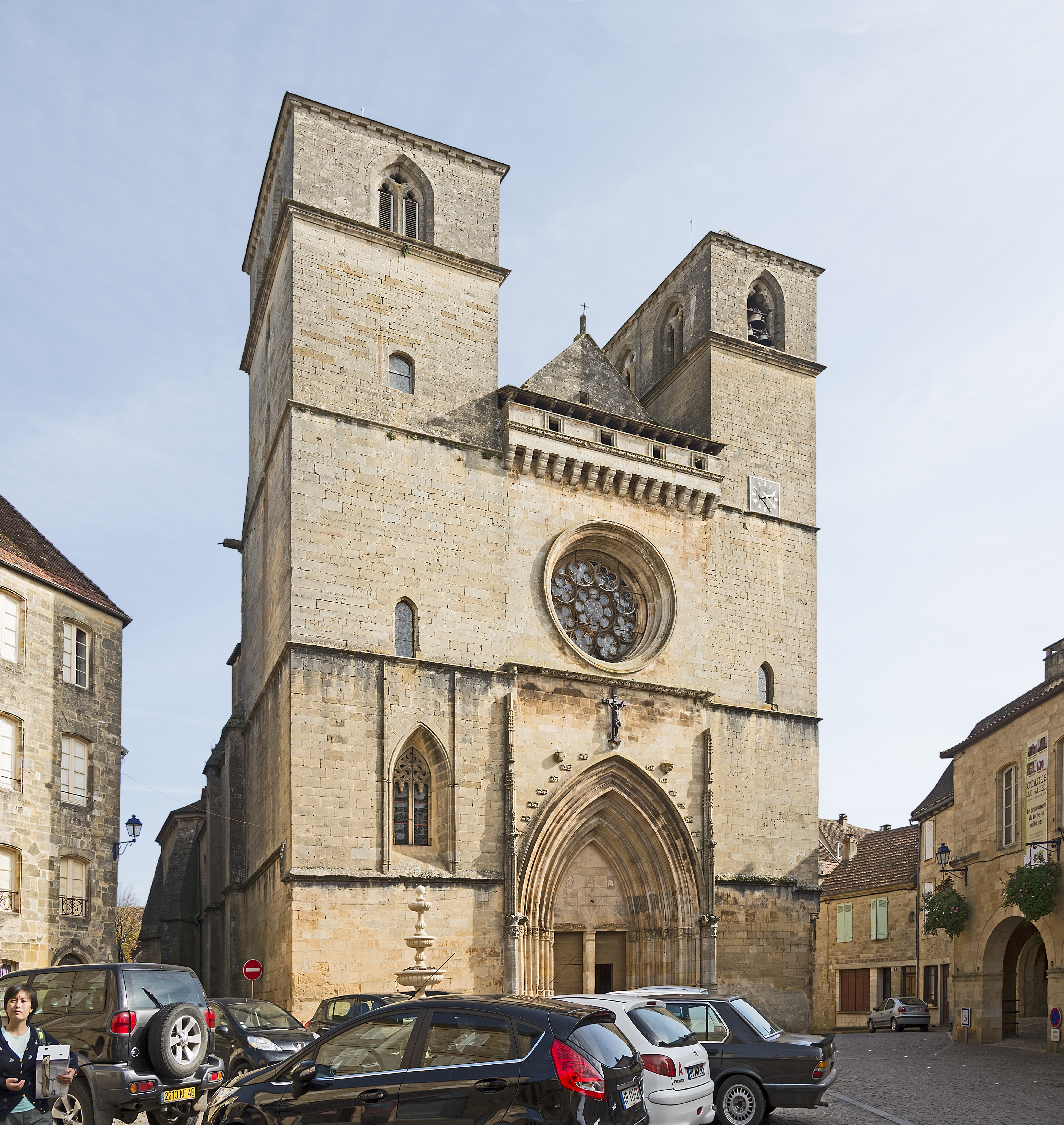
古尔东圣伯多禄教堂（法语：Église Saint-Pierre de Gourdon）
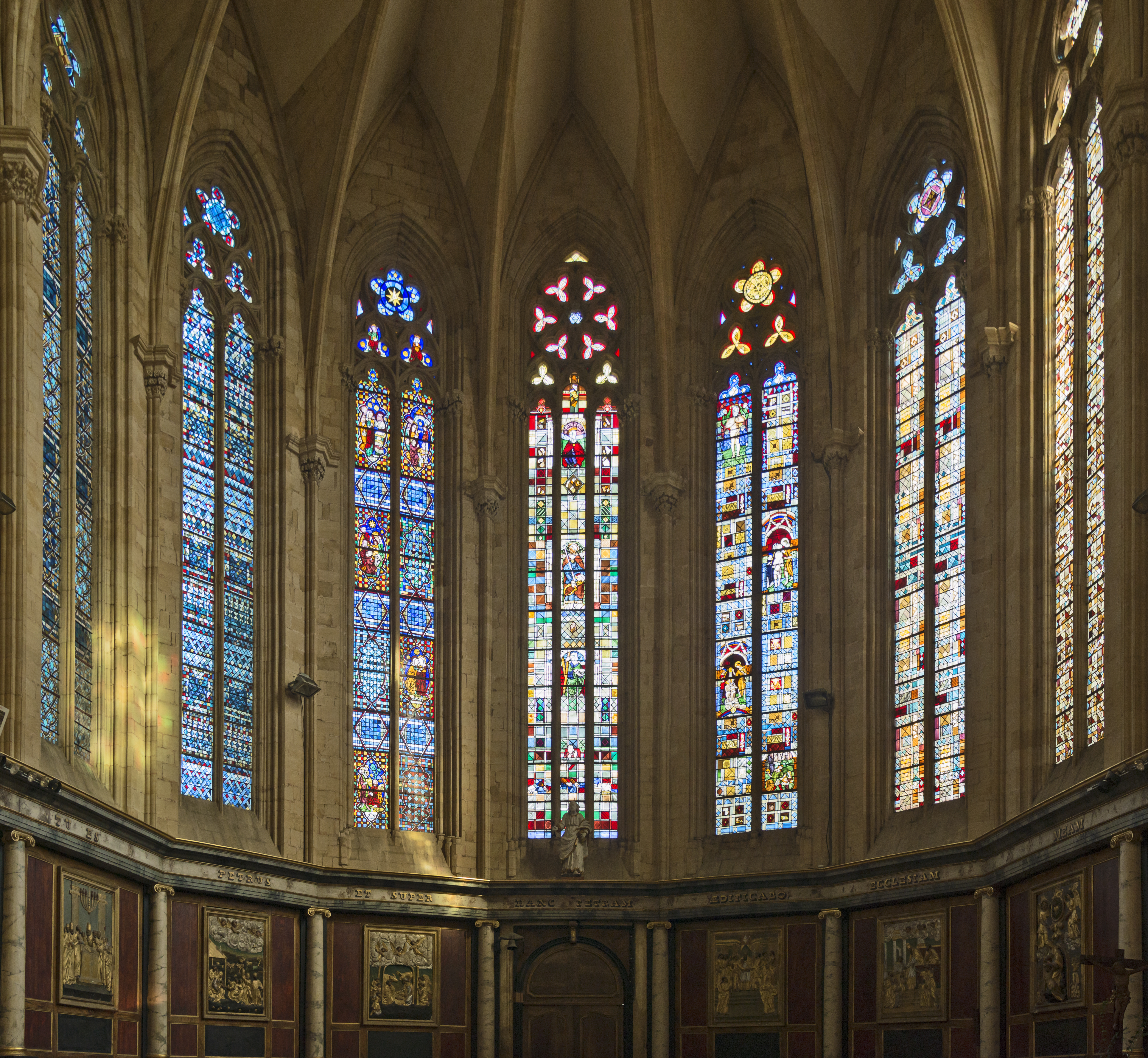
圣伯多禄教堂内的壁画
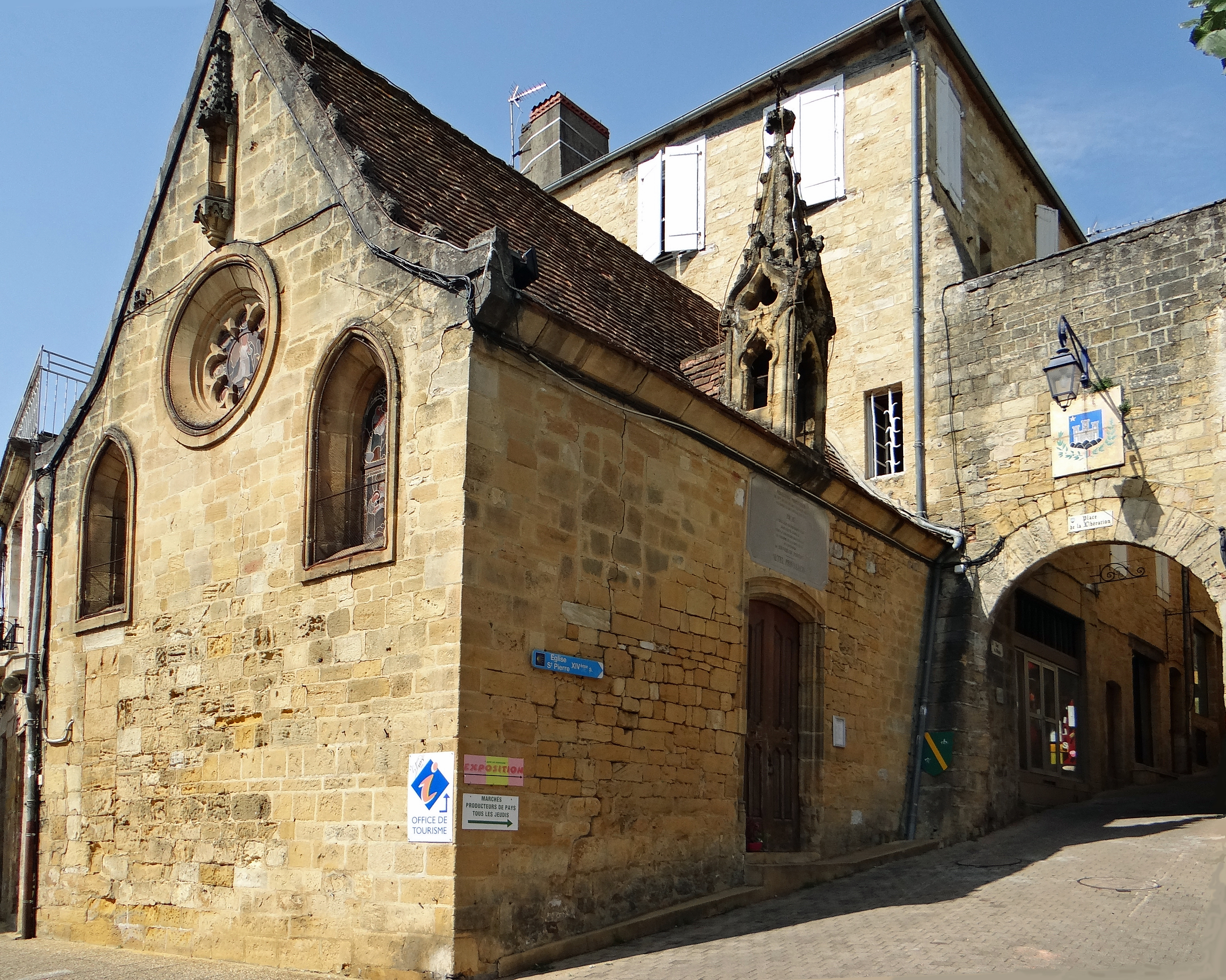
马茹圣母小教堂（法语：Chapelle Notre-Dame du Majou (Gourdon)）
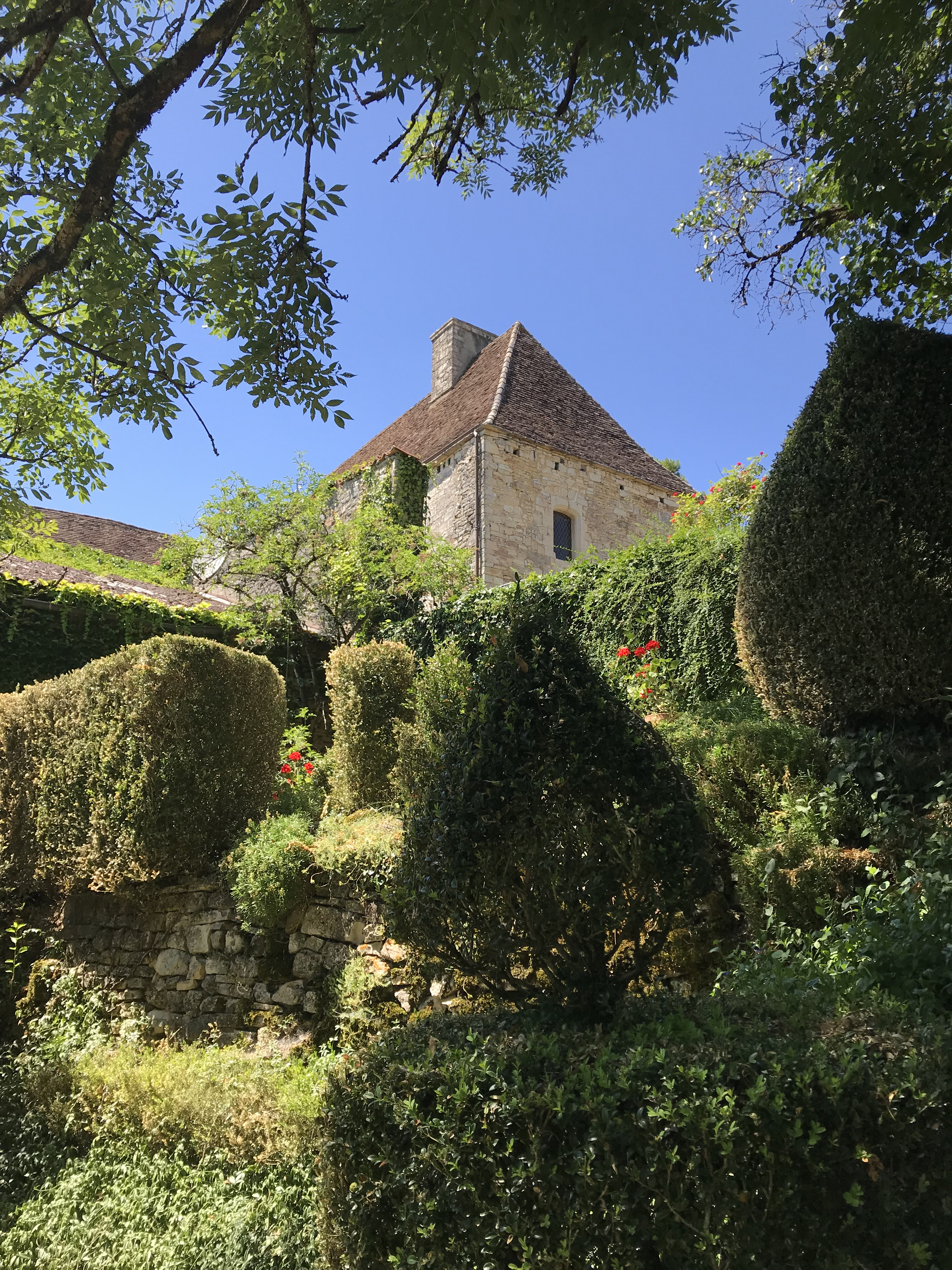
科斯泰拉斯特城堡（法语：Château de Costeraste）
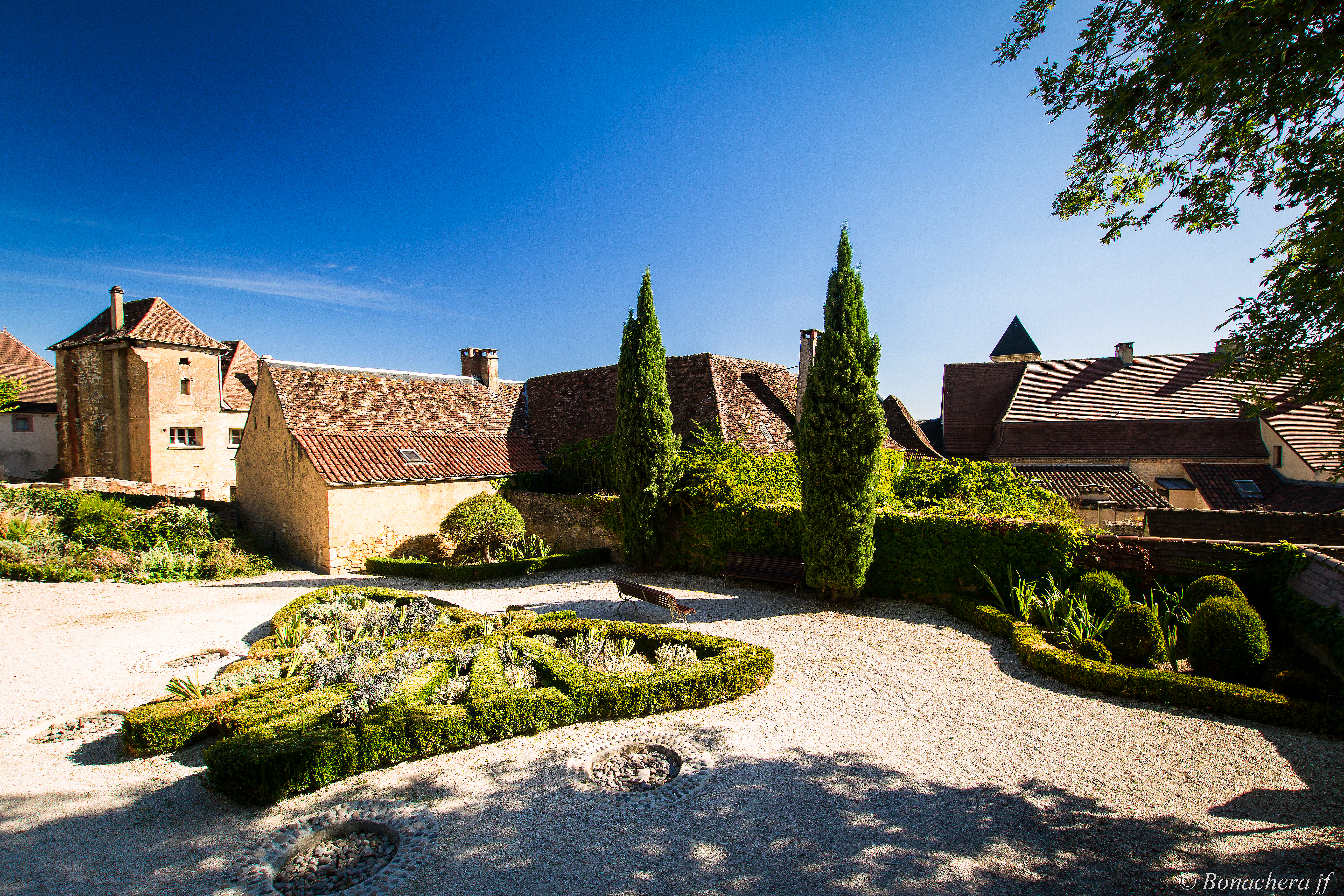
行政官署花园

### 旅游
古尔东的旅游事务由其所属的公共社区负责。2020年，古尔东境内共有3个宾馆共计38间房间，另有3个露营地，可容纳共191辆露营车。

### 媒体
法国主要的媒体均可在古尔东接收，法国电视三台下属的奥克西塔尼大区频道在部分时段播出古尔东所属区域的地方新闻。

## 友好城市
截至2020年8月，古尔东共与一座城市互为友好城市关系：
- 德国 伊本比伦